# Mallapura, Chitradurga
Mallapura là một làng thuộc tehsil Chitradurga, huyện Chitradurga, bang Karnataka, Ấn Độ.